# El Potro, lo mejor del amor
El Potro, lo mejor del amor è un film del 2018 diretto da Lorena Muñoz.
Si tratta di un adattamento cinematografico, di produzione argentina, riguardante la vita del defunto cantante di quartetto Rodrigo, anche conosciuto con il nome d'arte di El potro.
Nel 2016, Lorena Muñoz aveva scritto e diretto la pellicola Gilda, no me arrepiento de este amor sulla vita della cantante di cumbia Gilda.

## Trama
Il sogno di Rodrigo è sempre stato cantare. I suoi genitori lo accompagnano in questo desiderio e Rodrigo fa il suo ingresso nell'ambiente della musica tropicale come cantante romantico. Il grande impatto generato si deve tanto alla sua gioventù e bellezza, quanto al suo magnetismo e carisma. Quando è sul punto di raggiungere il successo, viene sorpreso dalla devastante morte di suo padre e si reclude insieme alla sua famiglia nella sua provincia natale, Córdoba.
Durante questo periodo di lutto, Rodrigo capirà che la vita prosegue e che la cosa più importante che ha a disposizione per andare avanti è la musica, però questa volta sarà quella che porta nel sangue: il quartetto.

## Controversie
Pochi giorni dopo l'uscita del film la famiglia del defunto Rodrigo criticò la pellicola, affermando che quest'ultima era completamente diversa dalla vita del cantante. Secondo la madre di Rodrigo, questi non era dipendente da sostanze stupefacenti, si limitava a bere vino senza eccessi e inoltre non era un amante di feste swinger come il film dava a vedere.